# Georg Heinrich Weber
Georg Heinrich Weber (Gottinga, 27 luglio 1752 – Kiel, 25 luglio 1828) è stato un botanico e medico tedesco.
Docente all'Università di Kiel, era anche il padre dell'entomologo Friedrich Weber.
In botanica, Weber era noto per il suo lavoro su licheni, alghe e briofite oltre alle piante da seme.
| Weber è l'abbreviazione standard utilizzata per le piante descritte da Georg Heinrich Weber. Consulta l'elenco delle piante assegnate a questo autore dall'IPNI. |